# Болзенхајм
Болзенхајм (фр. Bolsenheim) насеље је и општина у источној Француској у региону Алзас, у департману Доња Рајна која припада префектури Селестат Ерштајн.
По подацима из 2011. године у општини је живело 463 становника, а густина насељености је износила 106,44 становника/km². Општина се простире на површини од 4,35 km². Налази се на средњој надморској висини од 150 метара (максималној 157 m, а минималној 152 m).

## Демографија
| 1962. | 1968. | 1975. | 1982. | 1990. | 1999. | 2011. |
| ----- | ----- | ----- | ----- | ----- | ----- | ----- |
| 290   | 304   | 370   | 438   | 425   | 431   | 463   |

График промене броја становника у току последњих година